# Fujikers
De fujikers (Prunus incisa), in het Japans Fujizakura (フジザクラ),  is een heester van het geslacht Prunus (subg. Cerasus) uit de rozenfamilie. Deze sierkers dank haar wetenschappelijke naam aan de diepe insnijdingen in de bladeren. De soort komt van nature voor in Japan en is een van de bloesems die in Japan sakura worden genoemd.

## Kenmerken
De fujikers is een endemische soort in Japan, en groeit in het wild in de regio's Kantō, Chūbu en Kinki. De fujikers wordt in het Japans ook wel Haconnezakra genoemd, en is vernoemd naar de regio waar ze vooral groeit, namelijk rondom de berg Fuji en Hakone. Het is een in het wild voorkomende soort uit Hondo (Kumamoto, Japan) die hoog staat aangeschreven als sierplant. Het hout heeft geen economische waarde. 
Het is een langzaam groeiende, maar vroeg bloeiende sierkers. De vijf wit tot lichtroze bloesemblaadjes zijn kleiner dan die van de bekende cultivar 'Somei-yoshino' van Prunus ×yedoensis, en hebben een ovale vorm met een diepe insnijding. De bloesems worden 1-2 cm in diameter en de boom kan 1-10 m hoog groeien. De kersenboom bloei van eind maart to begin mei en is winterhard tot -20 °C.

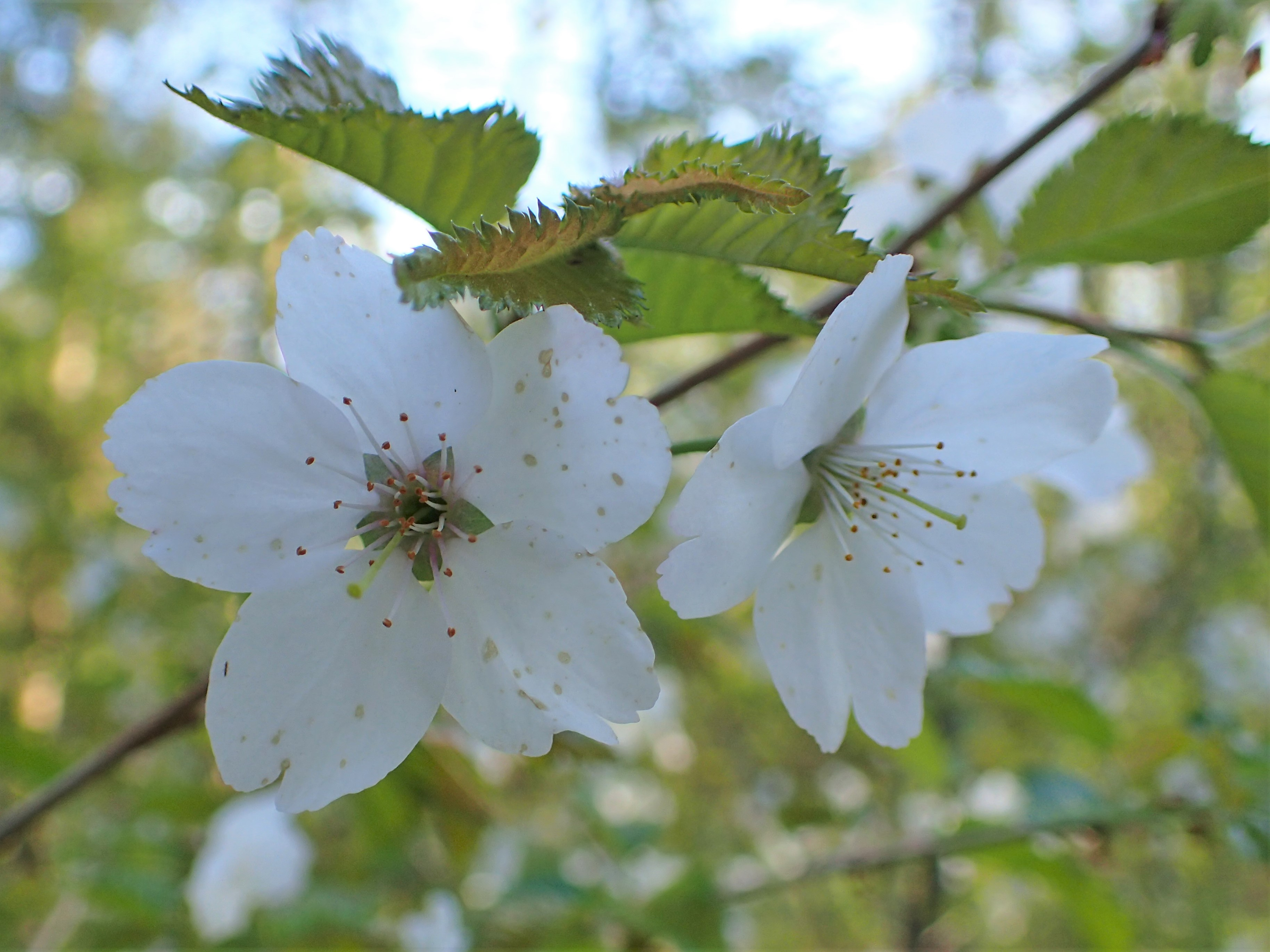
Witte bloesem met vijf kroonblaadjes
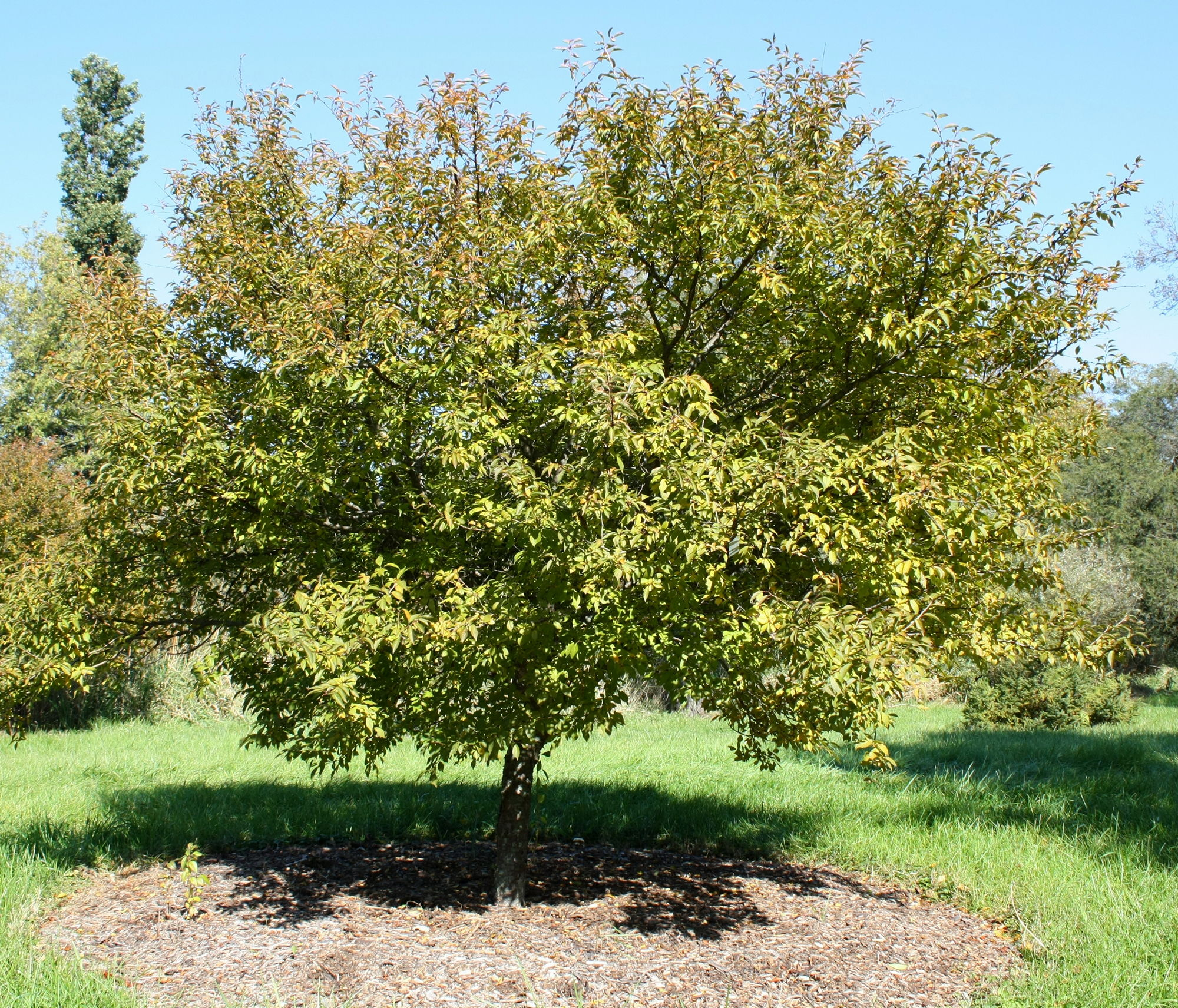
Buiten de bloeiperiode
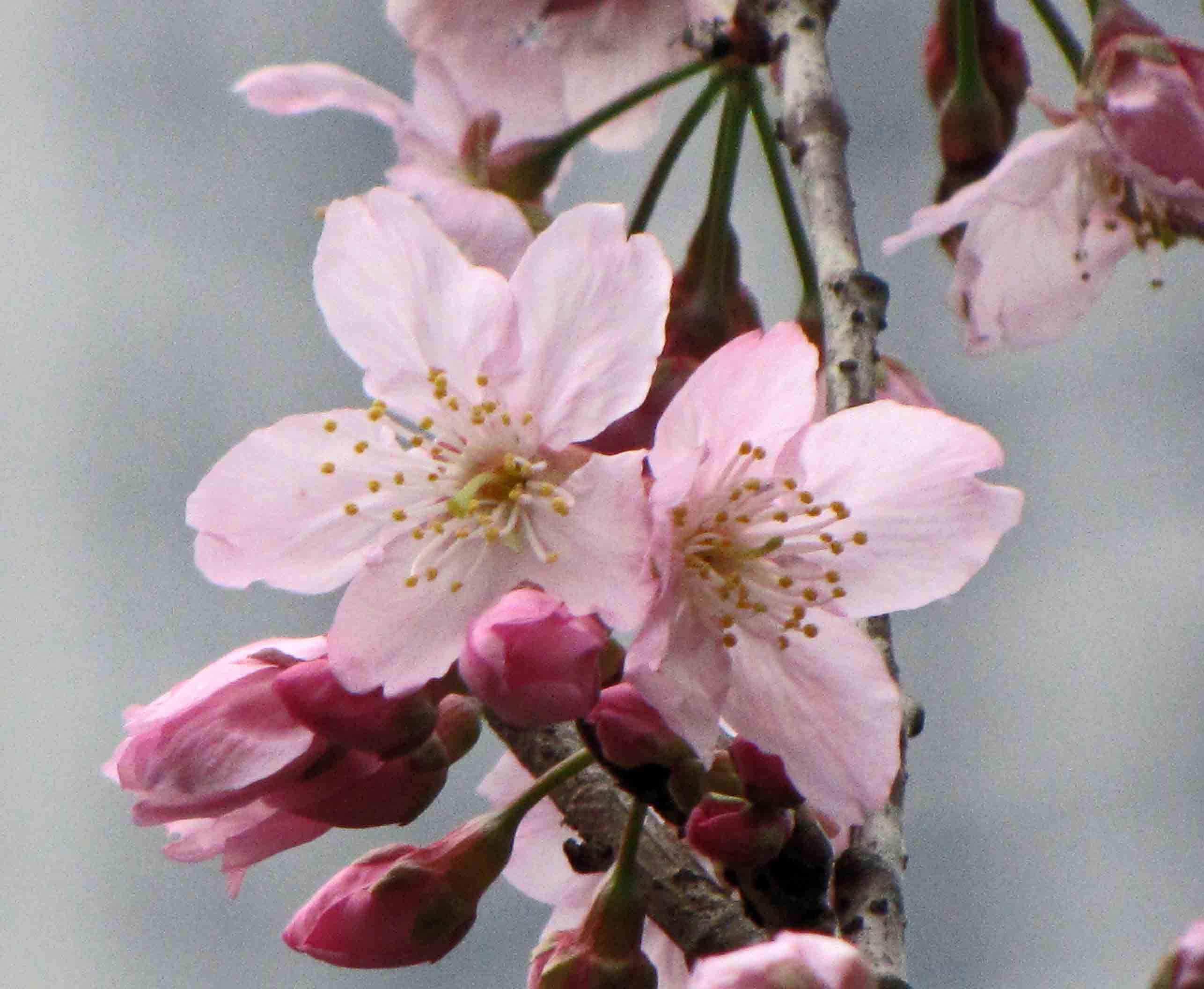
Lichtroze bloesem met vijf kroonblaadjes

## Hybride cultivars
P. incisa gekruist met P. speciosa heeft de cultivar Prunus 'Umineko' opgeleverd.

### Prijswinnende cultivars
De volgende cultivars hebben een Award of Garden Merit van de Royal Horticultural Society gewonnen:
- 'The Bride' [5]
- 'Kojo-no-mai' [6]
- 'Oshidori' [7]
- Prunus incisa f. yamadei [8]

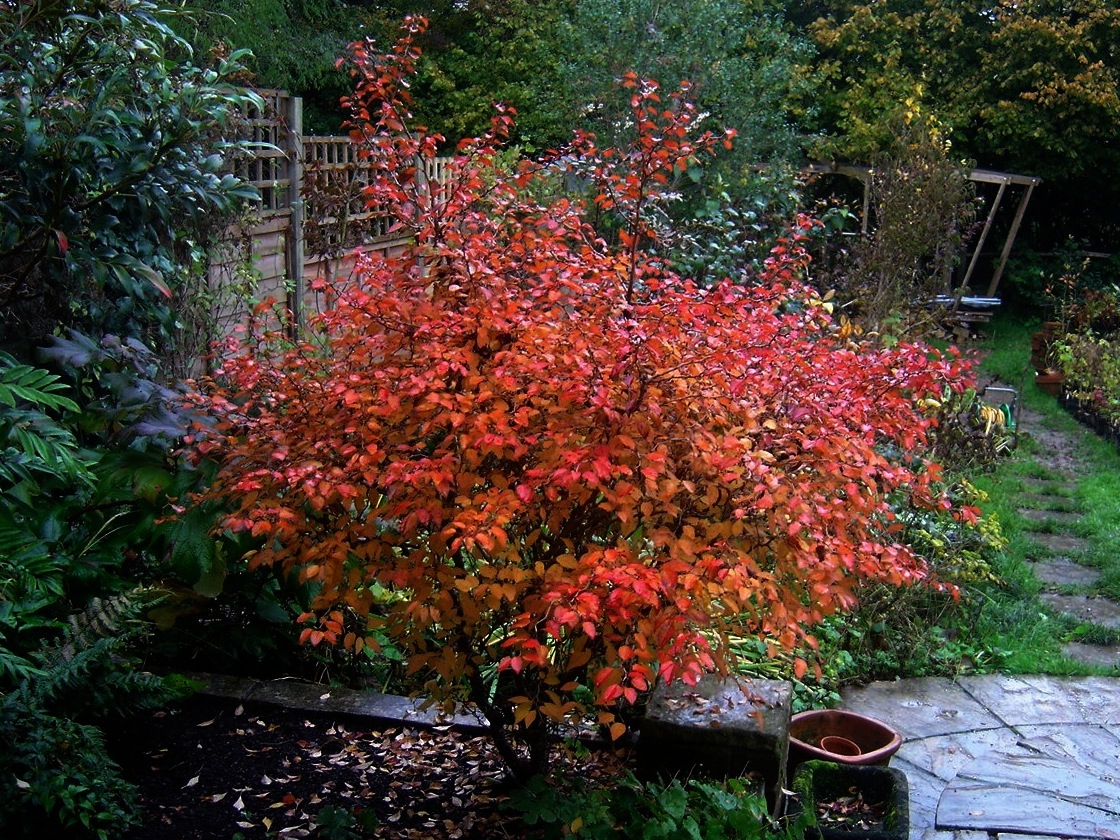
Prunus incisa 'Kojo-no-mai' in de herfst
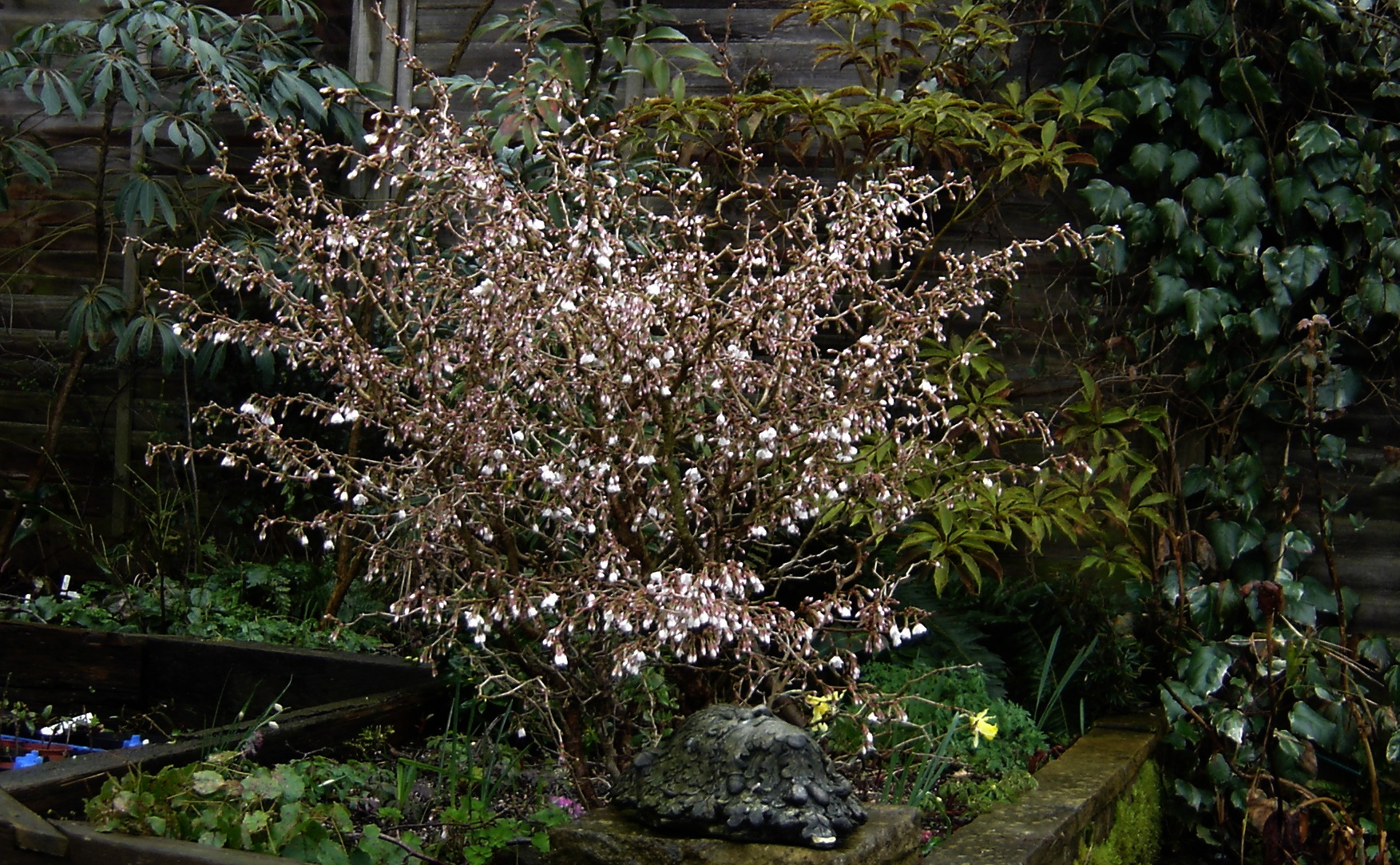
Prunus incisa 'Kojo-no-mai'
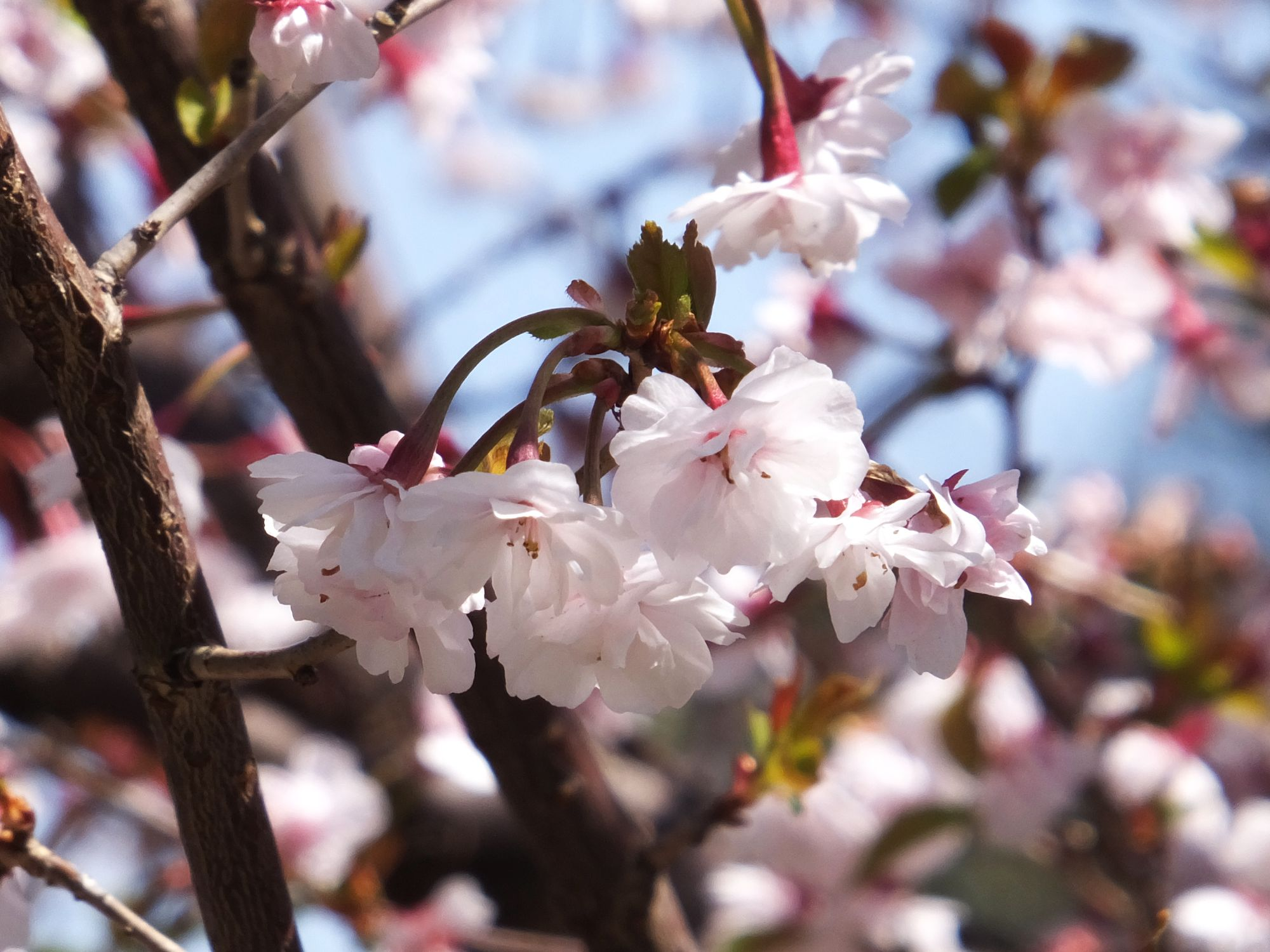
Prunus incisa var. kinkiensis 'Kumagaizakura'
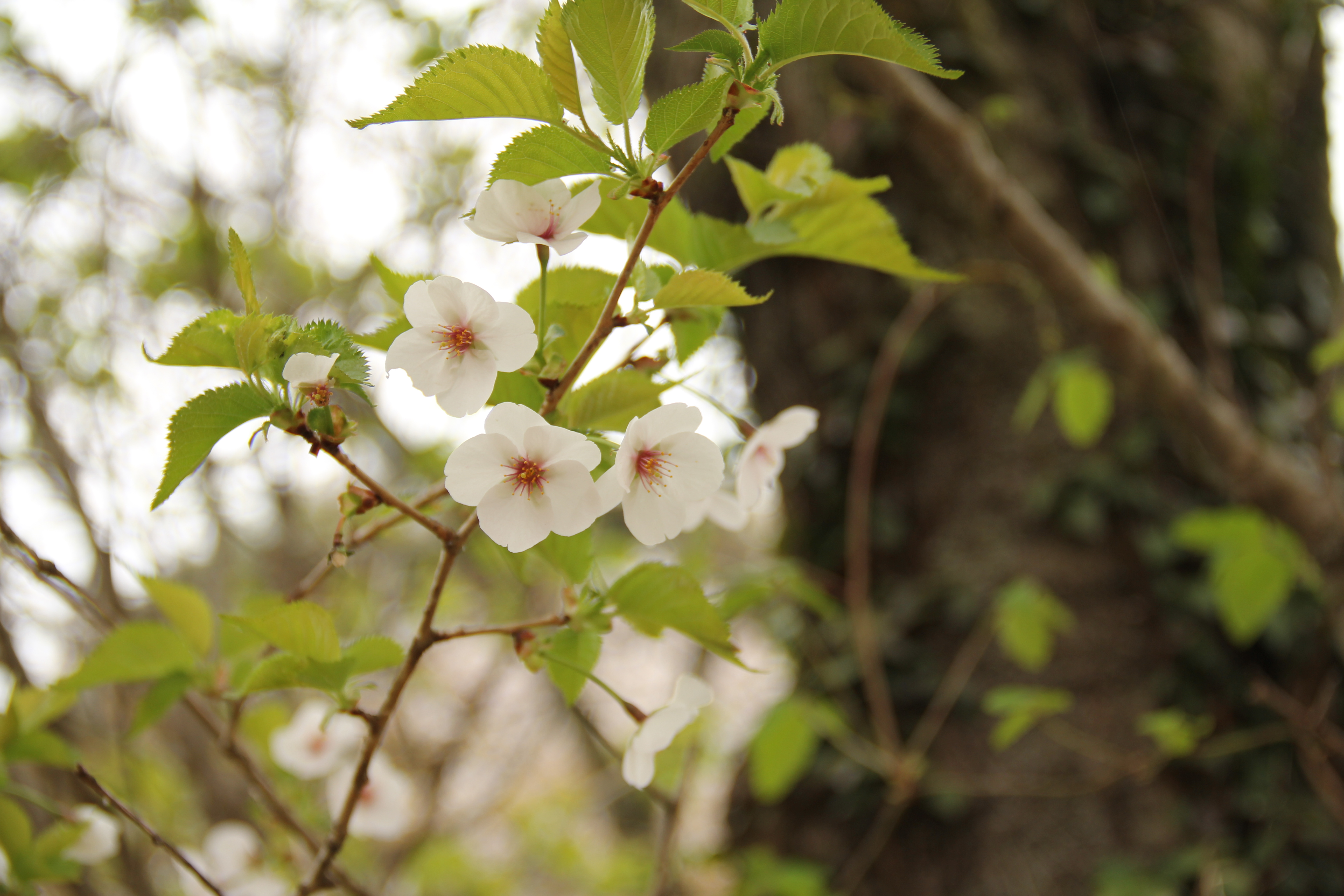
Prunus 'Umineko'